# Bustya Dezső
Bustya Dezső (Erdőszentgyörgy, 1935. február 20. –  Marosvásárhely, 2019. július 29.) erdélyi magyar református lelkész, püspökhelyettes, főiskolai tanár.

## Életpályája
Az elemi iskola első osztályát Szövérden végezte el, a többit már Kolozsváron állami népiskolában. 1945 őszétől a Kolozsvári Református Kollégium tanulója, amely a tanügyi reform után a 2-es számú Állami Magyar Fiúlíceum lett. Az 1952-es értettségije után felvételizett a Bolyai Tudományegyetem Filológiai Karára a magyar nyelv és irodalom szakra. Még mielőtt elkezdte volna tanulmányait, rendszerellenes tevékenységért letartóztatták, mivel az IKESZ (Illegális Kommunistaellenes Szervezet) tagja volt. A tárgyaláson Bustya Dezső öt évet kapott, ebből két évet letöltött, 1954-ben külön rendelettel kegyelmet kapott, társaival együtt. Ezek után állami egyetemen nem folytathatta tanulmányait, egy évig  tisztviselőként dolgozott, majd felvételizett a kolozsvári Református Teológiai Fakultásra.  1959-ben segédlelkészi vizsgát tett, és egy évet a teológián volt ifjúsági lelkész volt. 1960 és 1965 között Ludastelepen, 1965 és 1975 között Vízaknán, majd utána 1995-ig Marosvásárhelyen volt lelkész. 1995 és 2000 között a kolozsvári Bethlen Kata Diakóniai Központ igazgatója volt. 
1994-ben megválasztották egyházkerületi főjegyzőnek (püspökhelyettesnek). 1992-ben doktorált ótestamentumi bibliai tudományokból. Tanárként Marosvásárhelyen, Kolozsváron a Református Tanárképző Karon, a Református Diakonisszaképző Főiskolán, majd nyugdíjasként 2000–2009 között a marosvásárhelyi Kántor-Tanítóképző Főiskolán dolgozott. Felkérésre megalapította és főszerkesztőként éveken át szerkesztette az Üzenet című gyülekezeti lapot. 

## Könyvei
- Az Úr közel. Kórházi napló (1995)
- Istenem, Istenem. Börtönnapló (1995)
- Jób könyve a bölcsességirodalmi etika keretében (doktori disszertáció, 1996)
- Az idők határán (1998)
- A lélek éhsége (1998)
- Én mindenkor veled vagyok (2003)
- Aki titeket hallgat, engem hallgat (2006)
- Örömüzenetet a világnak (2008)
- Gazdámnak célja volt velem (2009) ISBN 978-973-5993-77-1
- Fél évezred után (2019) ISBN 978-606-8850-21-4

## Tanulmányok, szócikkek, előadások
- A bibliai nyelvek küzdelme a fennmaradt irodalmi emlékek alapján. In: Református Szemle 58. (1965/2), 117–120.
- Jób, a keresztyén. In: Református Szemle 66. (1973/2–3), 131–137.
- Az ótestamentumi bölcsességirodalom. In: Református Szemle 67. (1974/2), 118–126.
- Az ótestamentumi bölcsességirodalom theologiai jelentősége és etikai jellege. In: Református Szemle 67. (1974/5–6), 402–411.
- Az Ótestamentum theologiai középpontja. In: Református Szemle 72. (1979/5–6), 401–406.
- Tofeus Dobos Mihály. Emlékezés Tofeus Mihály püspökre. In: Református Szemle 77. (1984/5–6), 422–429.
- Hogyan magyarázom a gyülekezetben az Ószövetség nehezebben érthető helyeit? In: Református Szemle 78. (1985/3) 239–246.
- Jób könyvének külső és belső felépítése. In: Református Szemle 79. (1986/5–6), 429–435.
- A Jób-legenda és a bibliai Jób könyvének egyetemessége. In: Gálfy Zoltán – Sipos Gábor – Vetési László (szerk.): Hűség és szolgálat. Emlékkönyv D. Nagy Gyula püspöki szolgálatának 25 éves évfordulójára. Kolozsvár 1987, 26–35.
- Antikrisztus szócikk. In: Kozma Zsolt (szerk.): Bibliai fogalmi szókönyv. Erdélyi Református Egyházkerület, Kolozsvár 1992, 24–25.
- Egyszülött szócikk. In: Kozma Zsolt (szerk.): Bibliai fogalmi szókönyv. Erdélyi Református Egyházkerület, Kolozsvár 1992, 70–71.
- Elsőszülött szócikk. In: Kozma Zsolt (szerk.): Bibliai fogalmi szókönyv. Erdélyi Református Egyházkerület, Kolozsvár 1992, 80–82.
- Embernek fia szócikk. In: Kozma Zsolt (szerk.): Bibliai fogalmi szókönyv. Erdélyi Református Egyházkerület, Kolozsvár 1992, 84–85.
- Ige szócikk. In: Kozma Zsolt (szerk.): Bibliai fogalmi szókönyv. Erdélyi Református Egyházkerület, Kolozsvár 1992, 158–160.
- Jézus Krisztus szócikk. In: Kozma Zsolt (szerk.): Bibliai fogalmi szókönyv. Erdélyi Református Egyházkerület, Kolozsvár 1992, 180–183.
- Gyülekezetépítés [Előadás az Erdélyi Református Egyházkerület Lelkészegyesületi Szövetségének marosvásárhelyi értekezletén, 1992. okt 14-én.] In: Lelkészegyesület (A Magyar Református Lelkészegyesület időszaki közlönye.) 38., új folyam (1992/2), 10–11.
- A Jób-kérdés megoldása. In: Református Szemle 85. (1992/5), 325–330.
- Vallásos nevelés a családban. In: Református Szemle 87. (1994/6), 431–437.
- Alkoholisták, gyógyításuk és lelkigondozásuk. In: Református Szemle 89. (1996/1), 19–26.
- Van-e szabad akarat, és mire képes az ember (A II. Helvét Hitvallás IX. fejezete). In: Göncző Sándorné (szerk.): Református Presbiteri füzetek (1–24). Nemzetközi Presbiteri Konferencia ’96 Tahi. Magyar Református Presbiteri Szövetség, Budapest 1996, 10–25.
- Lelkigondozás a Szentírásban és hitvallásainkban. In: Református Szemle 92. (1999/1), 28–36.
- A diakónia helye a teológiában és az egyházi szolgálatban. In: Somogyi Botond (szerk.): Cselekvő hit. Emlékkönyv Csiha Kálmán püspöki szolgálatának 10 éves évfordulójára. Erdélyi Református Egyházkerület, Kolozsvár 2000, 161–169.
- A börtönpasztoráció alapelvei. In: Református Szemle 93. (2000/2), 158–164.
- A református istentisztelet formáinak szabadsága és összetartó ereje. In: Református Szemle 93. (2000/4–5), 288–294.
- Az angyalok házassága. Kísérlet Gen 6,1–4 értelmezésére. In: Református Szemle 94. (2001/2–3.), 93–102.
- Alkalmi istentiszteleti szolgálataink igehirdetése. In: Református Szemle 95. (2002/4–5), 346–357.
- A lelkipásztori szolgálat mai krízise. In: Lészai Lehel (szerk.): Emlékkönyv Gálfy Zoltán 80. születésnapjára. Erdélyi Református Egyházkerület, Kolozsvár 2004, 20–30.
- Liturgia és himnológia. Német összefoglalás. In: Református Szemle 98. (2005/4), 402–408.
- Özvegyi tisztség a gyülekezetben. In: Adorjáni Zoltán (szerk.): Emlékkönyv Tőkés István kilencvenedik születésnapjára. Kolozsvári Protestáns Teológiai Intézet – Erdélyi és Királyhágómelléki Református Egyházkerület, Kolozsvár 2006, 63–70.
- Lelkigondozó prédikálás. Bevezetés. In: Az Út 32. (2006/2), 65–75.
- Az egyházi vezető: az ember és a hivatal. In: Az Út 32. (2006/4), 173–184.
- Lelkigondozó prédikálás. In: Református Szemle 99. (2006/5), 512–521.
- A szenvedés a Szentírásban. In: Református Szemle 100. (2007/3), 506–514.
- Prédikációs problémáink. In: Református Szemle 101. (2008/2), 254–261.
- Kálvin tanítása az egyházfegyelemről és az egyházkormányzásról. In: Református Szemle 103. (2010/2), 153–162.
- Az egyházi vezető: az ember és a hivatal. In: Református Szemle 107. (2014/4), 389–402.
- Temetési prédikációk:

## Családja
1959-ben nősült, a bánffyhunyadi származású Mátyás Erzsébetet vette feleségül. Négy gyermekük született: Zsuzsanna, János, Sándor és Borbála, illetve hét unokájuk: András, Benjámin, Bence, Zsófia, Abigél, Áron és Dániel.